# Adolf Göbel
Gustav Adolf Göbel (* 19. Dezember 1840 in Reutlingen; † 2. Dezember 1895 in Ellwangen (Jagst)) war ein württembergischer Oberamtmann.

## Leben
Göbel, Sohn eines Seklers und evangelischer Konfession, studierte von 1860 bis 1864 Regiminalwissenschaften in Tübingen. Seit 1860 war er Mitglied der Landsmannschaft Ulmia Tübingen.  Er legte 1864 die erste und 1865 die zweite höhere Dienstprüfung ab.
Danach trat er in die württembergische Innenverwaltung ein. Er leitete als Oberamtmann das Oberamt Backnang von 1877 bis 1884 und das Oberamt Ellwangen von 1884 bis 1893. 1890 wurde er Regierungsrat. Von 1893 bis 1895 war er Regierungsrat bei der Regierung des Jagstkreises in Ellwangen.

## Ehrungen
- 1886 Friedrichs-Orden, Ritterkreuz 1. Klasse
- Silberne Karl-Olga-Medaille
- Bronzene Jubiläumsmedaille